# Велика Стіна BOSS

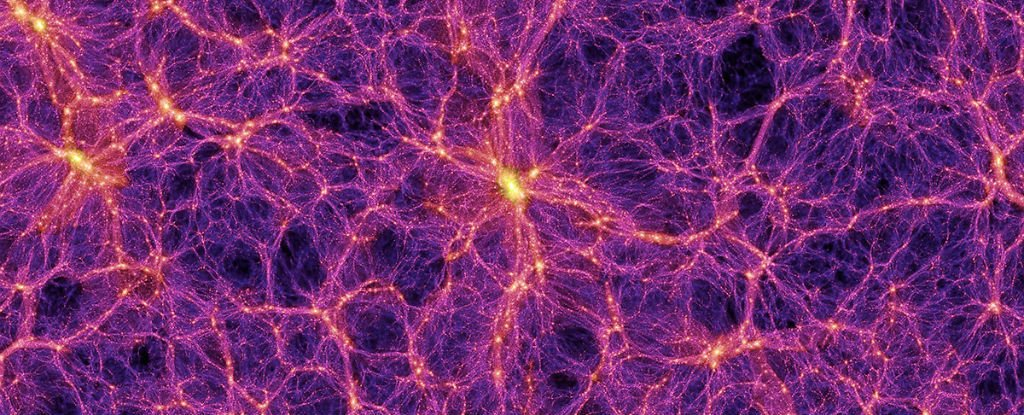
Графічне зображення великої системи надскупчень, подібної до Великої Стіни BOSS, з її скупченнями, порожнинами та нитками галактик.

Велика Стіна BOSS — це комплекс надскупчень галактик, виявлений на початку 2016 року за допомогою спектроскопічного огляду баріонних осциляцій (BOSS), що є частиною Слоанівського цифрового огляду неба (SDSS). Його відкрила дослідницька група, до якої входили Гайді Лієтцен, Елмо Темпель, Лаурі Юган Ліївемяґі, Антоніо Монтеро-Дорта, Марет Ейнасто, Аліна Стреблянська, Клаудія Марастон, Хосе Альберто Рубіно-Мартін і Енн Саар.
Велика Стіна BOSS є однією з найбільших відомих супраструктур у спостережуваному Всесвіті, хоча вже відкрито й ще більші структури.
Цей великий комплекс має середній червоний зсув z ~ 0,47 (z × довжина Габбла ≈ 6,8 мільярда світлових років). Він складається з двох витягнутих надскупчень, двох великих надскупчень і кількох менших. Витягнуті надскупчення утворюють стіни галактик, де більше з них має діаметр 186/h Мпк (надскупчення A), а друге — 173/h Мпк (надскупчення B). Інші два мають діаметри 91/h Мпк та 64/h Мпк (надскупчення D і C відповідно).
Загальний діаметр структури становить приблизно 1 мільярд світлових років, а її маса приблизно у 10 000 разів перевищує масу Чумацького Шляху. Комплекс містить щонайменше 830 видимих галактик (показаних на ілюстрації у складі надскупчень), а також багато темних галактик, які не спостерігаються безпосередньо.
Для підтвердження форми й розміру структури дослідники використовували функціонали Мінковського: перші три з них визначали товщину, ширину та довжину, а четвертий — загальну кривину. Команда також порівняла світності та зоряні маси галактик у структурі з даними про масивні галактики з 7-го релізу SDSS (DR7). Це дало змогу масштабувати дані з використанням відомих значень для місцевих надскупчень і описати морфологію Великої Стіна BOSS.
Серед астрономів ведуться суперечки, чи можна вважати Велику Стіну BOSS єдиною структурою, враховуючи її складну форму та величезні розміри. Ключовим є питання, чи ця структура рухається як єдине ціле, чи розтягується через розширення Всесвіту. Попри це, у порівнянні з іншими відомими ланцюговими структурами, такими як Велика стіна Слоуна, надскупчення BOSS є значно багатшими, містячи більше щільних галактик із високими зоряними масами. Відкриття Великої Стіні BOSS та отримані дані мають велике значення для вивчення структури космічної павутини.